# V1472 Aquilae
V1472 Aquilae eller HD 190658, är en trippelstjärna belägen i den norra delen av stjärnbilden Örnen. Den har en högsta skenbar magnitud av ca 6,36 och är mycket svagt synlig för blotta ögat där ljusföroreningar ej förekommer. Baserat på parallax enligt Gaia Data Release 2 på ca 4,16 mas beräknas den befinna sig på ett avstånd av ca 780 ljusår (ca 240 parsec) från solen. Den rör sig närmare solen med en heliocentrisk radialhastighet av ca -112 km/s.

## Observation

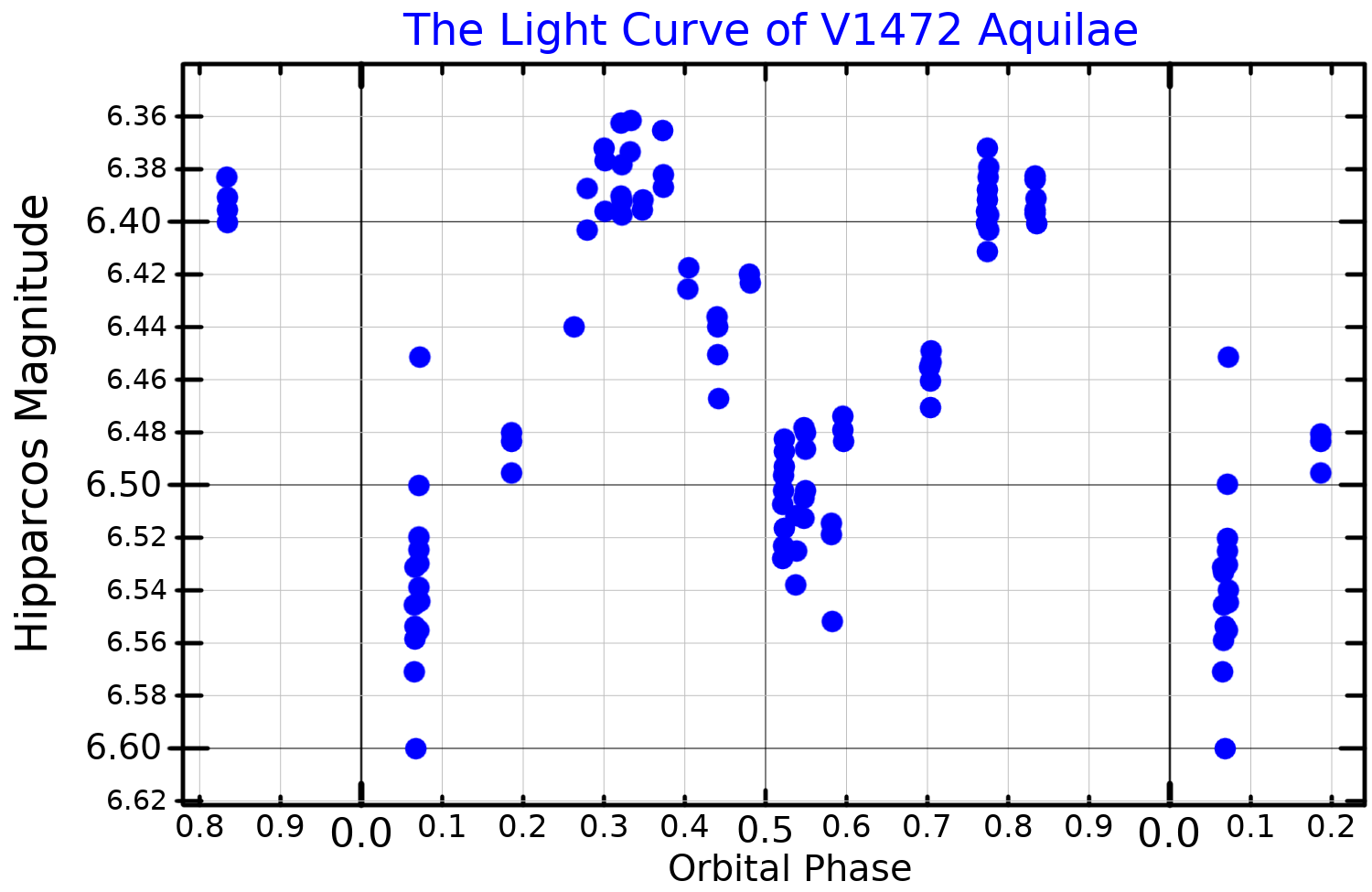
Ljuskurva för V1472 Aquilae plottad från Hipparcosdata från Samus (1997)

Primärstjärnans binära karaktär tillkännagavs 1982 av P.B. Lucke och M. Mayor, som fann att den var en enkelsidig spektroskopisk dubbelstjärna med en omloppsperiod på 198,7 dygn och en excentricitet på 0,05. Vid tiden för upptäckten var det den kortaste kända binära perioden av någon jättestjärna av spektralklass M.
Variabiliteten hos stjärnan upptäcktes från Hipparcosdata och 1997 klassificerades den som en halvregelbunden variabel med en period på 100,3727039 dygn. Emellertid matchar ett diagram av ljuskurvan bättre den för en förmörkelsevariabel eller ellipsoidisk variabel. Den 198 dygn långa omloppsperioden ger en ljuskurva med ett primärt och sekundärt minimum som, tillsammans med möjliga variationer på grund av ellipsoidisk rotation, ger den observerade halvregelbundna 100-dygns fotometriska variationen. Senare observationer visar att den är mindre lysande än förväntat för en pulserande stjärna med dess amplitud, är mer typisk för ellipsoida variabler, och att den har en period på 200,05 dygn med primära och sekundära minima.
En medflyttande följeslagare cirka 4,0 magnituder svagare än primärstjärnan ligger med en vinkelseparation av 2,7 bågsekunder.

## Egenskaper
Primärstjärnan V1472 Aquilae A är en röd jättestjärna i huvudserien av  spektralklass M2.5 III. Den har en massa av ca 40 solmassor, en radie av ca 104 solradier och utsänder energi från dess fotosfär motsvarande ca 1 100 gånger solen vid en effektiv temperatur av ca 3 700